# Championnat de Suisse de combiné nordique 2006
Le championnat de Suisse de combiné nordique 2006 s'est déroulé le 8 juillet 2006 à Einsiedeln. L'épreuve de saut s'est déroulée sur un tremplin normal (K105). La course de fond, qui était un sprint de 7,5 kilomètres effectué sur des rollers, a couronné Andreas Hurschler.

## Résultats
| Rang | Athlète             |
| ---- | ------------------- |
| 1    | Andreas Hurschler   |
| 2    | Ivan Rieder         |
| 3    | Seppi Hurschler     |
| 4    | Ronny Heer          |
| 5    | Lucas Vonlanthen    |
| 6    | Michael Hollenstein |
| 7    | Felix Kläsi         |
| 8    | Marco Gerber        |
| 9    | Tim Hug             |
| 10   | Tommy Schmid        |